# Isla Santa Rosa (Ecuador)
Isla Santa Rosa es una isla del Ecuador, situada en la provincia de Esmeraldas, al norte del país, aproximadamente a 180 km al norte de Quito, la capital nacional. Forma parte de la reserva ecológica Manglares Cayapas-Mataje.
Tiene una superficie de aproximadamente 94 km². El terreno de la isla es mayoritariamente plano, y su punto más alto alcanza los 40 metros sobre el nivel del mar. La isla se extiende unos 14,6 km de norte a sur y 11,9 km de este a oeste.
El clima es tropical húmedo, con una temperatura media anual de aproximadamente 18 °C. El mes más cálido es noviembre, con una media de 20 °C, mientras que el más frío es febrero, con 16 °C. La precipitación anual alcanza en promedio los 3871 mm. Mayo es el mes más lluvioso, con 577 mm, y agosto el más seco, con 162 mm.